# Deljenolistna srčnica
Deljenolistna srčnica (znanstveno ime Leonurus cardiaca) je trajnica iz družine ustnatic.

## Opis
Rastline zraste od 30 do 120 cm v višino in ima kvadratasto steblo, ki je poraščeno z redkimi dlačicami. Listi rastline so mehko dlakavi in so na rastlino nameščeni nasprotno. Spodnji so okrogli ali jajčasti in narezani na 5 do 7 krp. Srednji so ovalni ali suličasti, delijo pa se v tri krpice. Zgornji listi so ozko suličasti in se ne delijo. Vsi imajo dolge peclje.
Cvetovi so majhni in dlakavi. Poganjajo iz zalistij v gostih socvetjih. Cvetni listi so škrlatni ali vijolični. Vrhnja ustnica je cela, spodnja pa ima tri krpice. Rastlina cveti od julija do septembra. Cela rastlina ima neprijeten vonj.

## Razširjenost in uporabnost
Rastlina izvira iz osrednje Azije, danes pa je zaradi svojih zdravilnih lastnosti razširjena skoraj po celem svetu. V tradicionalni medicine se uporablja cela rastlina, ki se jo nabira julija, ko je v polnem cvetu. Vsebuje alkaloide, glikozide, eterično olje in grenčine. Med najpomembnejšimi alkaloidi, ki jih vsebuje deljenolistna srčnica je leonurin,, ki pomirja gladko mišičevje. Zaradi tega je pripravek iz rastline primeren za zdravljenje in preprečevanje angine pektoris. Pomaga tudi pri diastoli ter znižuje krvni pritisk.